# Казендорф
Казендорф (њем. Kasendorf) град је у њемачкој савезној држави Баварска. Једно је од 22 општинска средишта округа Кулмбах. Према процјени из 2010. у граду је живјело 2.555 становника. Посједује регионалну шифру (AGS) 9477124.

## Географски и демографски подаци
Казендорф се налази у савезној држави Баварска у округу Кулмбах. Град се налази на надморској висини од 380 метара. Површина општине износи 39,0 km². У самом граду је, према процјени из 2010. године, живјело 2.555 становника. Просјечна густина становништва износи 66 становника/km².